# Baldur's Gate (jeu vidéo)
Pour la série éponyme, voir Baldur's Gate.
Baldur's Gate est un jeu vidéo de rôle développé par BioWare et publié par Black Isle Studios en novembre 1998 en Amérique du Nord et en janvier 1999 en Europe. Il se déroule dans l'univers de fiction médiéval-fantastique des Royaumes oubliés, un décor de campagne du jeu de rôle Donjons et Dragons. Le scénario du jeu se déroule principalement sur la côte ouest du sous-continent de Féérune, baptisée la Côte des Épées, au nord de laquelle se trouve la cité de la Porte de Baldur. Son système de jeu est fondé sur la deuxième édition de l'AD&D, le joueur contrôlant un groupe qui peut accueillir jusqu'à six personnages. Il utilise le moteur de jeu Infinity Engine créé pour l'occasion et plus tard utilisé dans d'autres jeux publiés par Black Isle comme Baldur's Gate II, Planescape: Torment et Icewind Dale. À sa sortie, le jeu est acclamé par la presse spécialisée et il connaît un important succès commercial. Il est aujourd'hui reconnu comme un jeu culte ayant fortement marqué le genre RPG.
Le jeu bénéficie d'une extension en 1999, baptisée Tales of the Sword Coast et développée par BioWare. Le jeu a également bénéficié d'une suite, baptisée Shadows of Amn et publiée en 2000. L'extension de cette dernière, Throne of Bhaal, marque la fin de la saga racontée dans les deux jeux et leurs extensions. Une version améliorée du jeu, baptisée Baldur's Gate: Enhanced Edition, a également été publiée en 2012. Une extension destinée à cette version est sortie en 2016, baptisée Siege of Dragonspear et développée par Beamdog.

## Trame

### Univers
Baldur's Gate prend place dans l'univers de fiction médiéval-fantastique des Royaumes oubliés, un décor de campagne du jeu de rôle Donjons et Dragons. Dans ces royaumes, les humains cohabitent avec toutes sortes de créatures fantastiques et la magie tient une place importante,. Le scénario du jeu se déroule principalement sur la côte ouest du sous-continent de Féérune, baptisée la Côte des Épées. Cette région est bordée au sud par les Pics Brumeux, à l'est par le Bois des Dents Acérées, à l'ouest par la Mer des Épées et au nord par la cité la Porte de Baldur, la plus grande et la plus influente cité de la région. Les personnages voyagent à travers la campagne, explorent de nombreux endroits tels que des villages, des souterrains, des mines, des forêts et des ruines de château avant d’arriver dans la cité de la Porte de Baldur. L'histoire principale envoie les personnages enquêter sur une conspiration, ce qui leur permettra de se confronter aux complots d'organisations maléfiques, telles que le Zhentarim, les Magiciens Rouges de Thay, le Trône de Fer, mais aussi d'aider les mercenaires du Poing Enflammé. Enfin, le jeu est aussi l'occasion pour le personnage principal, dirigé par le joueur, d'effectuer une sorte de quête initiatique sur son ascendance véritable, qui lui a été cachée jusqu'alors.
Le jeu se déroule en 1369 CV, peu de temps après les temps des troubles lors desquels les Tablettes du Destin, de puissants objets magiques maintenant l'équilibre du monde, furent volées au dieu suprême Ao. Celui-ci ordonne alors aux dieux de redevenir mortels jusqu'à ce que les Tablettes soient retrouvées, ce qui cause la mort de certains d'entre eux dont Bhaal, le dieu du meurtre,,. Prédisant sa fin, celui-ci a cependant parcouru le monde des humains avant de mourir et laisse derrière lui une abondante progéniture dont la mort violente doit lui permettre de revenir à la vie,.

### Personnages
Le personnage principal du jeu est élevé par le mage Gorion dans la forteresse de Château-Suif. Cette ancienne forteresse, devenue le centre d'une immense bibliothèque, se trouve dans la campagne de la Côte des Épées, au sud de la grande cité de la Porte de Baldur. Bien qu'à l'abri des murs de Château-Suif, il devient la cible de mercenaires qui tentent de l'assassiner, ce qui pousse Gorion à le conduire hors de la forteresse pour une destination secrète. Ils tombent malheureusement dans une embuscade tendue par un mystérieux personnage en armure noire qui tue Gorion alors que celui-ci tente de protéger le héros. Ce dernier parvient à s'enfuir et ne tarde pas à retrouver son amie Imoen qui les suivait en secret.
Au cours du jeu, différents personnages sont susceptibles de rejoindre le héros pour l'assister dans sa quête. Peu après son départ de Château-Suif, il retrouve ainsi son amie Imoen qui se révèle être une talentueuse voleuse et archère. Plus tard, il peut notamment être rejoint par la druide Jaheira et son mari Khalid, le guerrier Minsc, le prêtre Branwen ou l'archer Coran.

### Scénario
Le personnage principal et son amie d'enfance Imoen ont grandi ensemble, sous la tutelle de leur gardien, le mage Gorion. Orphelins tous les deux, ils sont élevés à Château-Suif. Cette ancienne forteresse devenue le centre d'une immense bibliothèque, se trouve dans la campagne de la Côte des Épées, au sud de la grande cité de la Porte de Baldur. Cependant, d'étranges choses se trament sur la Côte des Épées : la production de minerais de fer a stoppé, le métal déjà produit tombant en poussière et devenant inutilisable. Des groupes de bandits écument la campagne, convoitant le fer plus que tout autre chose. Bien qu'il soit à l'abri des murs de Château-Suif, le personnage principal est la cible de mercenaires qui tentent de l'assassiner. Gorion semble en connaitre les raisons, mais les cache au personnage principal et décide finalement de l'emmener avec lui hors de Château-Suif pour une destination secrète. Cependant, la nuit après avoir quitté Château-Suif, ceux-ci se font prendre en embuscade par un groupe de bandits, dirigés par un homme mystérieux en armure noire. Celui-ci attaque Gorion et le tue quand ce dernier refuse de lui remettre le personnage principal.
Alors que Gorion est en train de se battre, le personnage principal s'enfuit. Il retrouve sur le chemin Imoen, qui l'a suivi en cachette, après avoir lu une note à propos du voyage sur le bureau de Gorion. Elle a aussi été témoin du meurtre de ce dernier et insiste maintenant pour accompagner le joueur. Les tarifs pour la réadmission à Château-Suif sont prohibitifs et la cité de la Porte de Baldur est fermée aux étrangers, par crainte d'attaque de pillards. Cherchant la sécurité, le personnage principal fait équipe avec d'autres aventuriers qu'il recrute sur son chemin. Le personnage principal est bientôt envoyé enquêter sur la cause de la détérioration du fer, et se rend jusqu’à la source de sa production, les mines de Nashkel. Ce faisant, il commence à découvrir des indices qui laissent penser à une conspiration de grande ampleur. En effet, des Kobolds ont été chargés de contaminer le fer dans la mine avec une substance inconnue, et des documents trouvés dans celle-ci prouvent la mise en place d'une opération par des bandits chasseurs de fer. De fil en aiguille, le personnage principal remonte la piste de la conspiration et parvient jusqu'au campement secret des bandits. Ceux-ci apparaissent finalement être des mercenaires employés par le « Trône de Fer », une organisation secrète et maléfique, qui étend agressivement son influence dans la région. Le Trône de Fer compte en effet prendre le contrôle de la Côte des Épées afin de réserver les ressources en fer à l’usage exclusif de son armée. Pour cela, ils contrôlent la seule mine encore en activité dans la région, qui se trouve au fin-fond de la forêt de Bois-Manteau. Cependant, le personnage principal finit par faire échouer cette conspiration. La pression sur la ville de Baldur se relâche suffisamment pour que la cité soit rouverte aux étrangers. Le personnage principal peut alors aller se confronter au quartier général du Trône de Fer dans la région.
Arrivé à Baldur, le personnage principal est enrôlé par « La Balafre », le chef de la guilde de mercenaires du « Poing Enflammé », afin d'enquêter sur le Trône de Fer. Pourtant, aucune preuve n’ayant été trouvée dans la cité, le personnage principal retourne à Château-Suif pour espionner une réunion des dirigeants du Trône de Fer. Depuis son départ, beaucoup de choses ont changé à Château-Suif. Il découvre rapidement que la forteresse a été envahie au moins partiellement par des « Ombres ». Le personnage principal rencontre aussi un homme mystérieux, qui se nomme Koveras (à noter qu'en prenant ce nom dans le sens inverse, Koveras donne Sarevok...). Peu après avoir quitté Koveras, le personnage principal est accusé du meurtre des leaders du Trône de Fer. Il réussit cependant à s'échapper à travers les catacombes et retourne à la Porte de Baldur. Mais les choses vont de mal en pis, puisque le personnage principal est accusé également du meurtre d'un officier du Poing Enflammé et doit rester caché, le temps de découvrir le grand projet concocté par le mystérieux « homme en armure noire », celui-même qui a tué Gorion, Sarevok. Alors qu'il affronte Sarevok, le personnage principal découvre que celui-ci est en fait son demi-frère. Les deux protagonistes sont des rejetons du dieu du Meurtre, Bhaal. Cette révélation fait comprendre beaucoup de choses au personnage principal et soulève des questions sur le futur de la progéniture de Bhaal. Le plan de Sarevok s'avère être des plus sinistres, puisque le Trône de Fer n'est qu'une façade pour ses véritables intentions : à travers une manipulation économique et politique, Sarevok souhaite provoquer une guerre entre la Porte de Baldur et le Royaume de l'Amn, qui se trouve au sud de la Côte des Épées. Cette guerre causera suffisamment de destruction et de morts pour lui permettre de devenir le nouveau Seigneur du Meurtre. Le personnage principal arrivera-t-il à contrer Sarevok ? Et que se passera-t-il, une fois son demi-frère vaincu ?

## Système de jeu
Baldur's Gate est un jeu vidéo de rôle fondé sur la deuxième édition de Donjons et Dragons dans lequel le joueur contrôle en temps réel, via une interface en pointer-et-cliquer, un groupe qui peut accueillir jusqu'à six personnages, incluant le héros. Pour progresser dans le jeu, le joueur doit faire visiter à son héros les différentes zones de la Côte des Épées afin d'enquêter sur sa véritable ascendance et sur la conspiration qui touche la région. En affrontant les ennemis qui se dressent sur leur chemin ou en accomplissant des quêtes, le héros et ses compagnons gagnent de l’expérience leur permettant de devenir plus puissant. Ils peuvent également trouver ou acheter différents types d'armes, d'armures et d'objets magiques dont le joueur peut les équiper afin d'améliorer leurs caractéristiques de combat.

### Personnages
Comme dans une partie de Donjons et Dragons, le jeu débute avec la phase de création du personnage lors de laquelle le joueur peut choisir le sexe, l'apparence, la race, la classe, les caractéristiques et l'alignement de ce dernier. Six races différentes sont disponibles dans le jeu — humain, nain, elfe, gnome, halfelin et demi-elfe — chacune bénéficiant de bonus et de restrictions spécifiques. Une des huit classes du jeu — guerrier, paladin, rôdeur, voleur, barde, magicien, prêtre et druide — peut ensuite être attribué au personnage, certaines races n'ayant cependant pas accès à l'ensemble des classes. Un personnage non-humain peut également être multiclassés, c'est-à-dire appartenir à deux classes, alors qu’un humain peut changer de classe au cours d'une partie. Le joueur peut ensuite assigner des points aux différentes caractéristiques – comme la force, l’intelligence ou le charisme – de son personnage et définir son alignement qui détermine son point de vue moral sur les combats du bien contre le mal et de l’ordre contre le chaos. Une fois dans le monde du jeu, le joueur peut être amené à recruter plusieurs personnages pour l'accompagner dans sa quête, son groupe pouvant en accueillir jusqu'à cinq en plus du héros. En affrontant les ennemis qui se dressent sur leur chemin ou en accomplissant des quêtes, le héros et ses compagnons gagnent de l’expérience qui leur permet de devenir plus puissants. La quantité de points d'expérience dont chaque personnage dispose détermine son niveau, chaque passage à un niveau supérieur leur permettant de renforcer leurs caractéristiques et de débloquer de nouvelles capacités. Outre ses individualités, le groupe est également caractérisé par sa réputation qui évolue en fonction des actions du joueur. Celle-ci, combiné avec le charisme du héros, influence la manière dont les personnages non-joueurs réagissent face au héros. Certains compagnons peuvent par exemple se rebeller lorsque la réputation du groupe est en conflit avec leur alignement. De nombreuses interactions — incluant des discussions, des querelles ou des histoires d'amour — peuvent naître entre des membres du groupe au cours de l'aventure, certaines faisant l'objet d'une quête spécifique.
Se reposer permet de soigner les personnages du groupe, de remettre d’aplomb ceux qui sont fatigués, de régénérer ses sorts et d'en mémoriser de nouveaux. En contre-partie, se reposer expose le personnage principal à des attaques pendant son sommeil.

### Équipement
Lors de son exploration des différentes zones de la Côte des Épées ou en s'adressant à certains personnages, le joueur peut trouver ou acheter différents types d'armes, d'armures et d'objets magiques dont il peut équiper ses personnages afin d'améliorer leurs caractéristiques de combat. Les armes comme les épées et les haches déterminent par exemple les dégâts que celui-ci peut infliger alors que les armures, les casques et les boucliers influencent sa « classe d'armure » qui détermine le niveau de protection du héros contre les attaques physiques. En plus de leurs caractéristiques de base, certains objets sont dotés de pouvoirs magiques et apportent des bonus supplémentaires au personnage qui les porte.

### Interface
Les environnements du jeu sont représentés en perspective isométrique. Le joueur peut faire défiler l'écran, qui n'a pas besoin de rester centré sur le personnage principal, à l'aide de la souris ou du clavier. Les différentes zones sont révélées au joueur en même temps qu'elles sont explorées par les personnages contrôlés par celui-ci. Un brouillard de guerre cache les zones déjà explorées lorsque les personnages s'en éloignent. Le joueur peut modifier la formation du groupe qu'il contrôle. En cliquant sur les zones de sortie, comme une porte ou un escalier, le joueur accède à une nouvelle zone. En cliquant à la limite d'une zone extérieure, le joueur fait apparaître la carte de la région à partir de laquelle il peut choisir une nouvelle destination.
Le joueur interagit avec les personnages ou les objets en cliquant dessus. Pour donner l'ordre de se déplacer à un personnage, le joueur doit d'abord le sélectionner plus cliquer sur le sol, là où il souhaite le déplacer. Bien que le jeu se déroule en temps réel, le jeu peut être mis en pause à n'importe quel moment. Pendant ces pauses, le joueur peut donner des ordres à ses personnages qui tenteront de les exécuter après la pause. Le jeu peut également être mis en pause automatiquement à certains moments. Les dialogues avec les personnages non joueur se déclenchent automatiquement suivant le script du jeu, ou lorsque le joueur clique sur un personnage ne lui étant pas hostile. Lorsqu'il discute avec un personnage, le joueur doit souvent choisir ce qu'il dit dans une liste de réponses. Ces dialogues peuvent déclencher de nouvelles quêtes et fournir au joueur des informations importantes. Lorsque le joueur clique sur un ennemi, le personnage sélectionné se déplace pour l'attaquer. Des informations sur les personnages, créatures, objets et bâtiments de l'environnement s'affichent dans une infobulle qui apparaît lorsque le pointeur de la souris passe au-dessus de l’élément en question.
Différentes fenêtres sont accessibles via l'interface : les cartes de la zone et de la région, le journal des quêtes, l'inventaire du personnage, les fiches des personnages du groupe, le livre de sorts et le menu du jeu qui permet d'accéder aux options, de sauvegarder ou de charger une partie et de quitter le jeu.

### Modes de jeu
Le joueur contrôle un groupe pouvant accueillir jusqu'à six personnages, incluant le héros. Le jeu dispose également d'un mode multijoueurs dans lequel jusqu'à six personnes peuvent jouer en coopération et contrôler leurs propres personnages et les personnages non-joueur. Le contenu du jeu, incluant la quête principale et les quêtes secondaires, est alors le même, l'un des joueurs contrôlant le personnage principal.

## Développement

### Origine

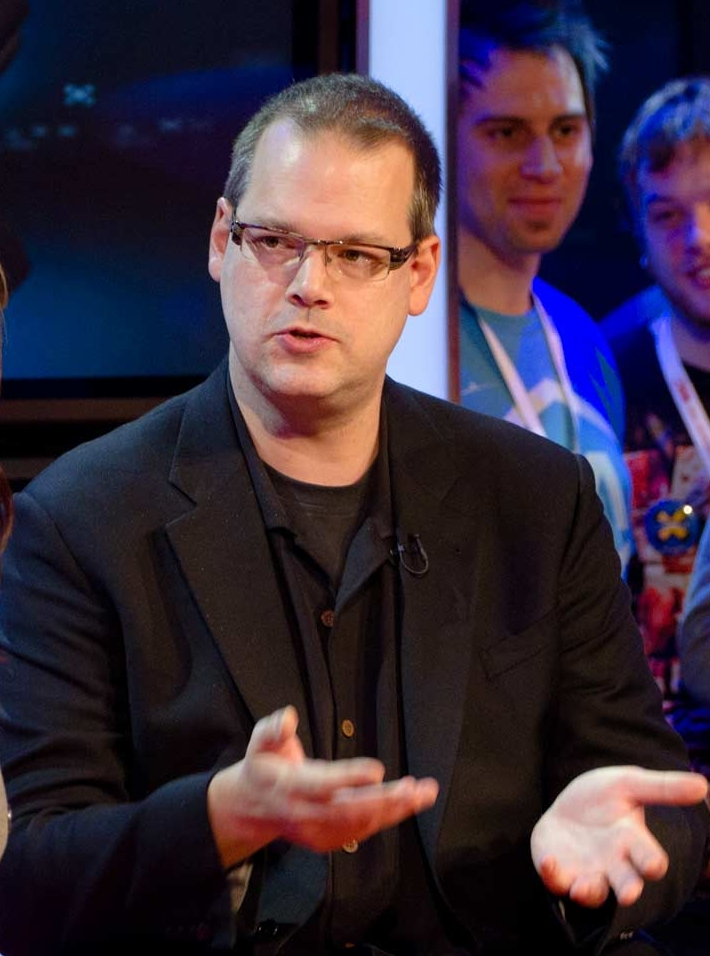
Ray Muzyka, un des fondateurs de BioWare et producteur du jeu, en 2011.

BioWare est fondé au milieu des années 1990 par une équipe de cinq personnes dont Ray Muzyka et Greg Zeschuk, deux médecins qui considèrent à l’époque le développement de jeux vidéo comme une passion et qui continuent de pratiquer la médecine en parallèle de leur nouvelle activité. Le premier jeu sur lequel ils travaillent est un simulateur de mechwarrior, baptisé Shattered Steel, qu’ils proposent à une dizaine d’éditeurs différents. Après la publication de ce dernier par Interplay en 1996, le duo se lance dans un nouveau projet, alors baptisé Battleground Infinity, qui doit alors être un jeu entièrement en ligne. Interplay ne partage cependant pas cette vision des choses et souhaite en faire un jeu de rôle solo, pour lequel il propose d’utiliser la licence Donjons et Dragons récemment acquise auprès de TSR. En effet, bien que le jeu de rôle sur ordinateur est à l’époque considéré comme un genre sans avenir, la sortie de Diablo un peu plus d’un an avant celle de Baldur’s Gate a renversé la vapeur, rendant ces derniers à nouveau attractifs. Pour Ray Muzyka, cela correspond à un retour aux sources du jeu vidéo de rôle symbolisé notamment par des jeux comme Wizardry, Bard's Tale, Betrayal at Krondor et Might & Magic.

### Équipe de développement
Trois ans de développement sont nécessaires pour terminer Baldur's Gate. Les trois docteurs de l’équipe — Ray Muzyka, Greg Zeschuk et Augustine Yip — continuent au départ de pratiquer la médecine en parallèle mais Muzyka et Zeschuk doivent finalement abandonner leur carrière de médecin au cours de la dernière année de développement pour se consacrer entièrement à leur nouvelle activité. Le développement du jeu a nécessité le travail d’environ 60 personnes, les développeurs devant en effet travailler simultanément sur la programmation d'un moteur de jeu, l'Infinity Engine, et sur le développement de contenus. L’équipe de Bioware n’a que peu d’expérience dans le développement de jeux vidéo, aucun des 60 membres du studio n’ayant travaillé sur un jeu vidéo avant Baldur’s Gate. D’après Ray Muzyka, chacun d’entre eux était en revanche animé par « la passion » et un certain esprit d’équipe. Toujours d’après lui, l’équipe a également fortement bénéficié de l’aide apportée par Interplay, dont notamment Brian Fargo et Feargus Urquhart, qui a fortement contribué à faire du jeu un succès. Muzyka et Zeschuk considèrent en revanche n'avoir pas eu assez de temps pour peaufiner le jeu, l'équipe ayant dû partager son temps entre la programmation du moteur de jeu et la création de contenu.
- Producteur : Ray Muzyka
- Coproducteurs exécutifs : Ray Muzyka and Greg Zeschuk
- Chef développeur : James Ohlen
- Développeurs : Rob Bartel, Ross Gardner, Scott Greig, Matt Horvath, Lukas Kristjanson, Ray Muzyka, James Ohlen
- Programmation: Scott Greig, Gilles Beauparlant, John Winski
- Scénario : Rob Bartel, Matt Horvath, Lukas Kristjanson, James Ohlen
- Musique : Michael Hoenig

## Extension et versions

### Extensions
Le jeu bénéficie d'une extension, baptisée Tales of the Sword Coast (également appelée Baldur's Gate : la légende de l'île perdue, et abrégé TOSC, TotSC, Lîp), également développée par BioWare et publiée par Black Isle Studios en 1999. Celle-ci se déroule dans la même région de Féérune que le jeu original, la Côte des Épées, mais inclut quatre nouvelles zones de jeu : Un petit village situé à l’extrême Nord de la Côte des Épées nommé la Barbe d'Ulgoth, une forteresse érigée par un nain devenu fou, nommée Tour de Durlag, une mystérieuse Île de Glace et l’Île Perdue, zone principale de cette extension. De nouvelles créatures font également leur apparition. La plupart sont des versions améliorées de celles du jeu original mais l'extension introduit tout de même quelques monstres inédits, comme des loups-garous. Pour les combattre, le joueur a accès à de nouvelles armes et armures ainsi qu'à de nouveaux sorts. La limite d'expérience est également augmentée afin de permettre aux personnages d'atteindre le niveau 10. L'extension comporte aussi des corrections de bugs de Baldur's Gate, une limite de points d'expérience de 161 000 et de nouvelles quêtes pour faire visiter les différents lieux ajoutés.
Ces ajouts s'intègrent directement dans le jeu de base. Le joueur peut y accéder à tout moment dès lors qu'il a découvert les zones ajoutées ou est allé à Barbe d'Ulgoth pour prendre connaissance des quêtes qui y sont liées. L'extension ne rajoute pas de nouveau chapitre dans l'histoire puisqu'elle est exclusivement constituée de quêtes secondaires quasiment sans liens avec l'histoire principale. Néanmoins, une sauvegarde est créée à l'installation contenant un groupe générique au niveau d'expérience maximum autorisé dans Baldur's Gate pour permettre aux joueurs impatients de découvrir le contenu de l'extension plus rapidement. Les joueurs ayant déjà terminé le jeu peuvent aussi charger une sauvegarde spéciale située juste avant les derniers instants du jeu pour y jouer avec leur équipe originelle.
En 2016 sort Siege of Dragonspear, une seconde extension au jeu initial et qui ne s'implémente qu'avec l'Enhanced Edition. Contrairement à la première, il s'agit d'un véritable add-on et non d'un add-in, en ce sens qu'elle débute après la fin du jeu initial. Le joueur peut néanmoins la débuter directement sans finir le premier jeu. Dans ce cas, pour ne pas le pénaliser, comme dans Baldur's Gate 2, il commence alors avec un personnage qu'il crée et qui a déjà un certain niveau et se voit alors, en outre, attribué une équipe de cinq compagnons en fonction des choix qu'il a fait.
La limite de points d'expérience y est portée à 500 000.
Seulement 7 compagnons du premier jeu sont encore recrutables, à ceci s'ajoutent les quatre nouveaux personnages introduit dans l'Enhanced Edition ainsi que quatre PNJ totalement inédits. L'extension introduit de nouveaux monstres, certains qui n'étaient présents que dans le deuxième volet de la saga et quelques-uns de totalement nouveaux, comme des guerriers squelettes mages. Pour les combattre, le joueur a accès à de nouvelles armes et armures.

### Versions
Baldur's Gate est publié le 30 novembre 1998 en Amérique du Nord et le 5 janvier 1999 en Europe. Un portage sur PlayStation a été annulé, il était développé par Runecraft.
En 2000, le jeu est ré-édité avec son extension Tales of the Sword Coast dans une compilation baptisée Baldur's Gate Double Pack. Il est à nouveau ré-édité en 2002 sous le titre Baldur's Gate: The Original Saga ainsi que dans une compilation, baptisée Black Isle Compilation, incluant également Icewind Dale, Icewind Dale: Heart of Winter et Planescape: Torment. En 2004, le jeu et son extension sont inclus dans une nouvelle compilation, baptisée Black Isle Compilation Part 2, incluant également Baldur's Gate II: Shadows of Amn et Icewind Dale. En 2006, les deux Baldur's Gate et leurs extensions sont ré-édités dans une compilation baptisée Baldur's Gate: 4 in 1 Boxset. Ils sont également inclus dans The Forgotten Realms Deluxe Edition et Ultimate Dungeons & Dragons,.
Depuis le 23 septembre 2010, Baldur's Gate et son extension sont disponibles en téléchargement sur GOG.com,.

### Enhanced Edition
Baldur's Gate: Enhanced Edition est un remake du premier Baldur's Gate et de son extension Tales of the Sword Coast. Le jeu est sorti en France le 28 novembre 2012 et n'est proposé qu'en téléchargement pour PC, iOS, Android et Linux. Le jeu est développé par Overhaul Games, une division de Beamdog. Le jeu a été édité par Atari. La sortie du jeu était originellement prévue en septembre 2012 mais a été finalement repoussée par Beamdog en novembre 2012 pour ajouter de nouveaux contenus.
Parmi les nouveautés de cette version on compte :
- Une nouvelle aventure : les fosses noires.
- Quatre nouveaux personnages recrutables : Dorn II-Khan, le demi-orc chevalier noir, le moine Calishite Rasaad yn Bashir, Neera l'entropiste et Baeloth Barrityl le sorcier elfe noir qui est aussi un protagoniste majeur des fosses noires.
- Une nouvelle collection de voix de personnages.
- Prise en charge de l'affichage en haute-résolution sur des écrans larges.
- Plus de 400 améliorations au jeu original.
- Un support multijoueur amélioré avec une connectivité entre toutes les plateformes.

Dans son test de cette édition, Canard PC considère qu'elle est très dispensable car les différents mods du jeu lui apportent déjà la majorité des nouveautés proposées.
Cette édition fait l'objet d'une extension, Siege of Dragonspear, sortie en 2016.

## Accueil

### Baldur's Gate
| Baldur's Gate         |      |        |
| Média                 | Pays | Notes  |
| AllGame               | US   | 4,5/5  |
| Computer Gaming World | GB   | 4/5    |
| Game Revolution       | US   | A      |
| GameSpot              | US   | 9,2/10 |
| Gen4                  | FR   | 5/6    |
| IGN                   | US   | 9,4/10 |
| Jeuxvideo.com         | FR   | 18/20  |
| Joystick              | FR   | 95 %   |
| PC Fun                | FR   | 90 %   |
| PC Jeux               | FR   | 89 %   |
| Compilations de notes |      |        |
| Metacritic            | US   | 91 %   |

La réalisation technique du jeu est généralement décrite comme une réussite. Ainsi, si le journaliste du site GameSpot regrette que la résolution soit limitée à 640×480, ce qui ne permet pas d’apprécier certains petits détails, il considère tout de même que le jeu offre les meilleurs graphismes jamais vu dans un jeu vidéo de rôle. Les critiques mettent notamment en avant le nouveau procédé utilisé pour créer les décors du jeu qui sont jugés « superbes » et « incroyablement variés »,. Les différents personnages du jeu sont également jugés réussis, notamment pour leur aspect graphique très détaillé qui varie en fonction des armes et des armures qu’ils portent, et les effets des sorts sont décrits comme « particulièrement magnifiques »,. D’après les critiques, les effets sonores et les musiques sont « excellents » et contribuent à rendre le jeu plus immersif. Dans ce domaine, les journalistes mettent notamment en avant le fait que chaque objet et personnage possède sa propre signature sonore, dont le niveau de bruit varie en fonction de la distance les séparant du personnage, ainsi que les thèmes orchestraux épique de la bande originale du jeu,.
L’interface du jeu est également jugée réussie, une des critiques soulignant le fait qu’elle est personnalisable,. L’intelligence artificielle des personnages, notamment pour la recherche de chemin, est en revanche critiquée.
Le système de jeu de Baldur's Gate est lui aussi décrit comme une réussite. La presse spécialisée le considère ainsi comme la meilleure adaptation en jeu vidéo de Donjons et Dragons jamais créé, notamment pour la qualité et l’exhaustivité de sa retranscription des règles du jeu de rôle sur table,,. Les critiques jugent en effet qu’il intègre toutes les options majeures de ce dernier, dont celles qui n’avaient jusque-là jamais eu un rôle significatif dans un jeu vidéo, comme la prise en compte du charisme ou de l'alignement,. Malgré cette retranscription fidèle des règles complexes de l’AD&D, les critiques jugent qu’il reste accessible aux débutants, un journaliste expliquant notamment qu’il est le « vrai jeu de rôle » le plus accessible qu'il ait jamais vu. La plupart des critiques jugent également que son système de combat en temps réel fonctionne particulièrement bien,, même si certaines d’entre elles soulignent que ces derniers souffrent des problèmes inhérents de l’AD&D et qu’ils sont parfois un peu « bordéliques »,.

### Tales of the Sword Coast
| Tales of the Sword Coast |      |       |
| Média                    | Pays | Notes |
| AllGame                  | US   | 4/5   |
| Computer Gaming World    | GB   | 4/5   |
| GameSpot                 | US   | 81 %  |
| Gen4                     | FR   | 5/6   |
| Joystick                 | FR   | 85 %  |

Comme celle du jeu original, la réalisation technique de Tales of the Sword Coast est généralement décrite comme une réussite. Ainsi, si la presse spécialisée note l’absence d’amélioration apportées au moteur graphique du jeu, elle juge les nouveaux décors au moins aussi magnifiques que ceux de Baldur’s Gate et ajoute qu’ils sont variés et détaillés et qu’ils ne sont pas de simple copies de ceux du jeu original,. L’aspect des nouveaux monstres ne fait en revanche pas l’unanimité puisque la plupart d’entre eux réutilisent des graphismes de créatures du jeu original,. De leur côté, les effets sonores et les musiques sont décrits comme étant toujours aussi « excellents », les critiques notant que la bande originale reste identique à celle de Baldur’s Gate mais que de nouveaux effets sonores viennent améliorer une expérience auditive déjà très agréable,. Au niveau de l’interface, la plupart des critiques notent qu’en prenant en compte les remarques des joueurs, Bioware est parvenu à améliorer une interface déjà très réussie. Le système de jeu de Tales of the Sword Coast est jugé très similaire à celui du jeu original par la presse spécialisée qui note cependant quelques améliorations,. D’après les critiques, c’est donc le contenu de l’extension qui fait son intérêt avec notamment l’apparition de nouvelles zones bien conçues et de nouveaux sorts, objets et monstres jugés intéressants,. La presse met également en avant la complexité et la profondeur des nouvelles quêtes, l’auteur du test d’AllGame expliquant notamment que celles-ci ne sont pas que des prétextes pour tuer des monstres et qu’elles nécessitent de se creuser la tête. Le niveau de difficulté de ces nouvelles quêtes est également très discuté. Le journaliste de GameSpot explique par exemple que si celui-ci est adapté pour des joueurs confirmés, il peut rendre les combats frustrants pour des débutants.

### Récompenses
En 1998 puis 1999, Baldur's Gate est élu meilleur jeu de rôle de l'année par de nombreux sites et de magazines spécialisé dont notamment Computer Gaming World, IGN, Power Play et PC Player. Depuis sa sortie, il est régulièrement cité comme l'un des meilleurs jeux vidéo de rôle, voir comme l'un des meilleurs jeux vidéo, de tous les temps. Ainsi, en 2000 puis en 2005, le magazine PC Gamer le classe respectivement 9e puis 11e dans son classement des cinquante meilleurs jeux de tous les temps. En 2001, le site GameSpy le classe 36e dans un classement équivalent. Enfin, en 2012, le site IGN le classe 24e dans son classement des cent meilleurs jeux vidéo de rôle de tous les temps.
- IGN: Meilleur RPG de l'année[43]
- Origin : Meilleur jeu vidéo de rôle (1998)
- Power Play : Meilleur RPG isométrique de l'année (1998)[44]
- Computer Gaming World : Meilleur RPG de l'année (1999)[45]
- PC Player : Meilleur RPG de l'année (1999)[46]

- GameStar : 31e dans le classement des 100 jeux PC les plus importants des années 1990 (1999)[47]
- PC Gamer : 9e dans le classement des lecteurs des 50 meilleurs jeux (avril 2000)
- GameSpy : 36e dans le classement des meilleurs jeux de tous les temps (2001)
- PC Gamer : 11e dans le classement des 50 meilleurs jeux (avril 2005)
- IGN: 24e dans le classement des 100 meilleurs RPG (2012)[48]

### Ventes
Dès sa sortie, Baldur's Gate connait un important succès commercial. Il se vend ainsi à 175 000 exemplaires en seulement deux semaines, ce qui lui permet de prendre la première place des classements de meilleures ventes dans plusieurs pays dont la France, l'Allemagne et le Royaume-Uni. Depuis sa sortie, le jeu s'est vendu à plus de deux millions d'exemplaires. Son extension connait également un certain succès commercial et prend la première place du classement mondial des meilleures ventes. Depuis sa sortie, elle s'est vendue à plus de 600 000 exemplaires.

## Postérité
Baldur's Gate est aujourd'hui reconnu comme un jeu culte ayant fortement marqué le genre RPG. Il a été la source d'inspiration d'innombrables jeux sortis ultérieurement.

### Suite
Baldur's Gate se vend à plus de deux millions d’exemplaires, égalant ainsi quasiment les ventes de Diablo. Ce succès entraîne le développement d’une extension, baptisée Tales of the Sword Coast, d’une suite baptisée Baldur's Gate II: Shadows of Amn et de plusieurs titres fondés sur l’Infinity Engine mais développés par d’autres studios comme Planescape: Torment ou Icewind Dale. Ce succès a également permis à BioWare de se développer. En 2010, le studio compte ainsi 800 employés répartis dans des bureaux à Austin, en Virginie, à Montréal et en Irlande,.

### Produits dérivés
- Un livre écrit par Philip Athans a été publié en anglais, mais n'a pas été traduit en français. Le personnage principal de l'histoire est Abdel Adrian.
- GemRB est un projet de ré-implémentation du moteur du jeu. Il permet de jouer à Baldur's Gate sous Windows, Mac OS X ou Linux dès lors qu'on a les CD du jeu à disposition.